# Ulrich V. von Neuhaus
Ulrich V. von Neuhaus (auch Ulrich V. von Hradec, Ulrich Vavák, tschechisch Oldřich V. z Hradce; auch Oldřich Vavák (senior); † 22. September 1421 in Kutná Hora) war höchster Münzmeister von Böhmen. Er entstammte dem witigonischen Familienzweig der Herren von Neuhaus.

## Leben
Seine Eltern waren Heinrich III. von Neuhaus und Elisabeth von Hardegg (Eliška z Hardeku). Ulrich hielt sich zunächst zu Studien im Ausland auf und studierte 1390 an der Universität Heidelberg. Nach dem Tod seines Vaters 1398 übernahm er die Verwaltung der gesamten Herrschaft Neuhaus, die ihm zur Hälfte und zur anderen Hälfte seinem Bruder Johann d. J. (Jan mladší) gehörte, der überwiegend auf Teltsch residierte. Im Gegensatz zu seinem Bruder, der dem katholischen Glauben treu blieb, stand Ulrich auf Seiten der gemäßigten Taboriten. Dabei wurde er vermutlich von Vinzenz von Wartenberg beeinflusst, der mit Ulrichs Verwandter Katharina von Landstein verheiratet war. Am 10. Dezember 1420 beteiligte sich Ulrich zusammen mit dem hussitischen Heerführer Jan Žižka im Prager Clementinum an einer Disputation zwischen den gemäßigten und den radikalen Taboriten. 
Am 20. Juli 1421 wurde Ulrich auf der Časlauer Versammlung in das 20-köpfige Kollegium gewählt, dem die Regierung über das Königreich Böhmen übertragen wurde. Kurze Zeit später wurde er in Kuttenberg zum Höchsten Münzmeister von Böhmen ernannt. Dort erreichte ihn am 22. September ein Brief des Kaisers Sigismund, mit dem dieser Ulrich aufforderte, die Besitzungen seines Bruders Johann, vor allem aber dessen Hälfte von Neuhaus, herauszugeben. Die Aufforderung erfolgte, weil Johann, der bereits am 2. November 1420 gestorben war, testamentarisch seine minderjährigen Kinder in den Schutz des Kaisers gestellt hatte. Obwohl Ulrich vermutlich zur Herausgabe nicht bereit gewesen wäre, konnte er dazu keine Stellung abgeben, weil er selbst am 22. September d. J. an der Pest starb. 
Kurz vor seinem Tod verfasste Ulrich ein Testament, mit dem er bestimmte, dass seiner Witwe das verabredete Heiratsgut und seiner Tochter Anna für den Fall ihrer Heirat eine Geldsumme auszuzahlen sei. Die Herrschaft Neuhaus und die mährischen Besitzungen bei Bílkov vererbte er seinem Verwandten Meinhard von Neuhaus.

## Familie
Ulrich war mit Margarete/Markéta von Krawarn verheiratet. Der Ehe entstammte die Tochter
- Anna († 1452), verheiratet in erster Ehe mit Hynek Ptáček von Pirkstein, in zweiter Ehe mit Heinrich von Michalowitz (Jindřich z Michalovic)